# Неполнороты
Неполнороты (лат. Atelognathus) — род бесхвостых земноводных из семейства Пискуньи. Являются эндемиками Патагонии (южная Аргентина и Чили).

## Классификация
На январь 2023 года в род включают 5 видов:
- Atelognathus nitoi (Barrio, 1973) — Мешковатый неполнорот
- Atelognathus patagonicus (Gallardo, 1962) — Патагонский неполнорот
- Atelognathus praebasalticus (Cei & Roig, 1968) — Каменистый неполнорот
- Atelognathus reverberii (Cei, 1969) — Краснобугорчатый неполнорот
- Atelognathus salai Cei, 1984
- Atelognathus solitarius (Cei, 1970) — Сухолюбивый неполнорот